# Courcoury
Courcoury ist eine französische Gemeinde mit 717 Einwohnern (Stand: 1. Januar 2022) im Département Charente-Maritime in der Region Nouvelle-Aquitaine. Sie gehört zum Arrondissement Saintes und ist Mitglied im Gemeindeverband Saintes - Grandes Rives - L’Agglo. Die Einwohner werden Courcourois und Courcouroises genannt.

## Geografie

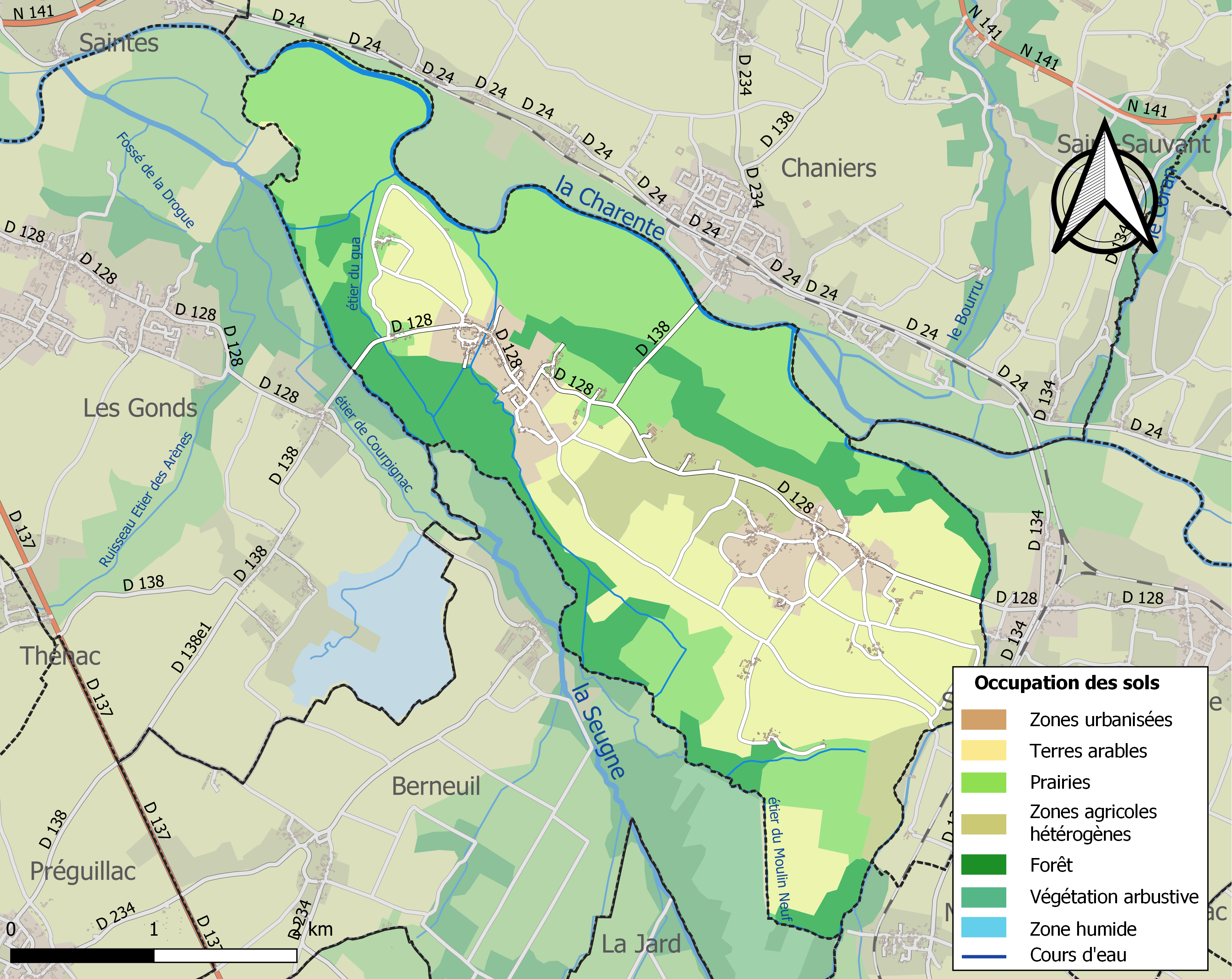
Bodennutzung, Hydrografie und Infrastruktur der Gemeinde

Courcoury liegt in der ehemaligen Provinz Saintonge, etwa fünf Kilometer südöstlich von Saintes. Die Charente begrenzt die Gemeinde im Norden, ihr Nebenfluss Seugne im Westen. Das Gemeindegebiet ist Teil des Natura 2000-Schutzgebiets „Moyenne vallée de la Charente et Seugnes et Coran“ (FR5400472), des Natura 2000-Schutzgebiets „Vallée de la Charente moyenne et Seugnes“ (FR5412005) und von drei ZNIEFF-Naturgebieten. Fast drei Viertel der Fläche der Gemeinde werden landwirtschaftlich genutzt, 18,6 % sind bewaldet, insbesondere entlang der Flussläufe.
Umgeben wird Courcoury von den Nachbargemeinden Chaniers im Norden und Nordosten, Saint-Sever-de-Saintonge im Osten und Südosten, Montils im Südosten und Süden, Berneuil im Süden sowie Les Gonds im Westen.

## Bevölkerungsentwicklung

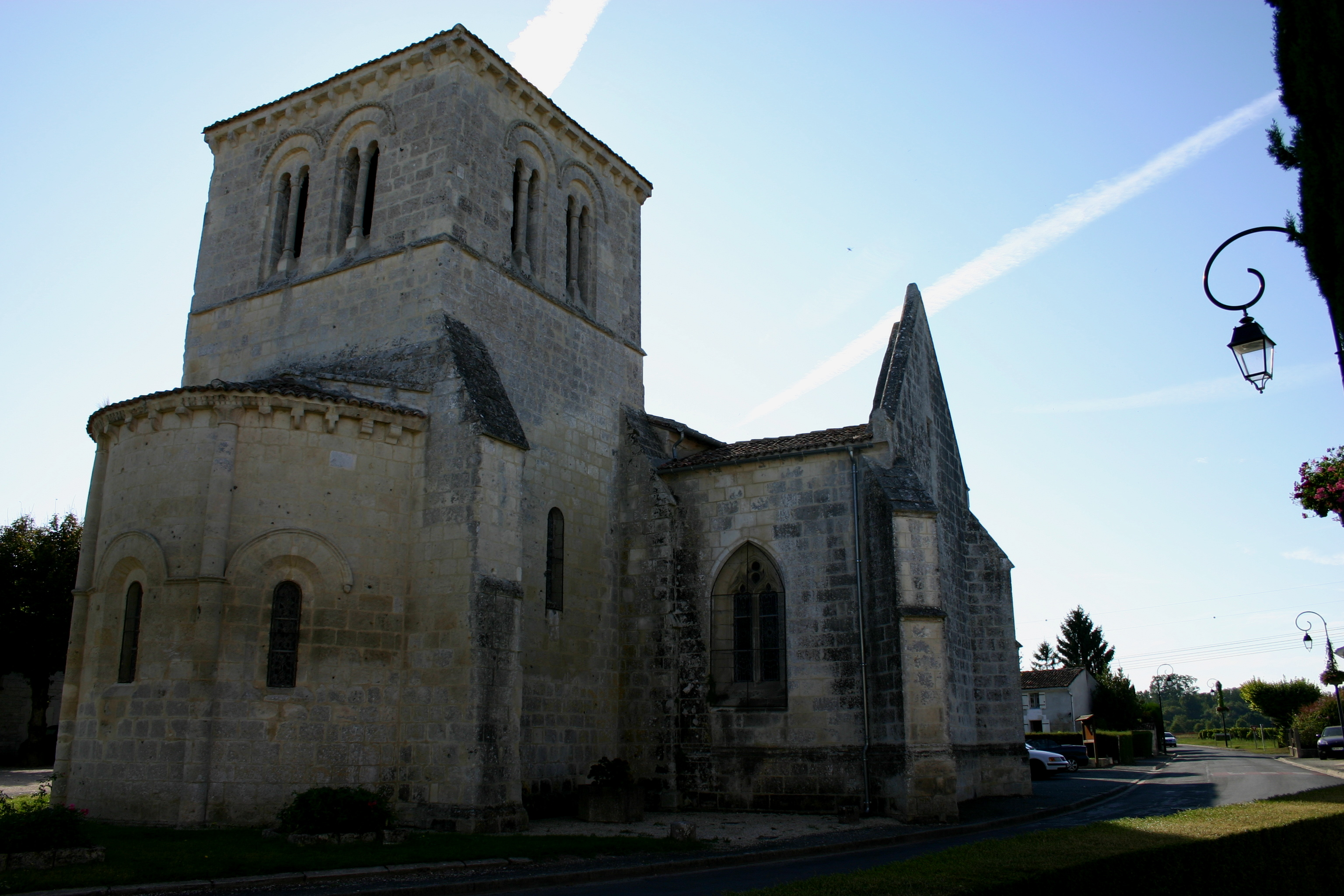
Kirche Saint-Martin

| Jahr                       | 1962 | 1968 | 1975 | 1982 | 1990 | 1999 | 2006 | 2013 | 2020 |
| Einwohner                  | 534  | 528  | 471  | 525  | 546  | 571  | 694  | 703  | 700  |
| Quellen: Cassini und INSEE |      |      |      |      |      |      |      |      |      |

## Sehenswürdigkeiten
- Romanische Kirche Saint-Martin aus dem 12. Jahrhundert mit einem Taufbecken aus dem 17. Jahrhundert, seit 2003 als Monument historique eingeschrieben

## Persönlichkeiten
- René Guillot (1900–1969), französischer Afrikareisender und Jugendbuchautor. geboren in Courcoury